# 西畴油丹
西畴油丹（学名：Alseodaphne sichourensis）为樟科油丹属下的一个种。